# Вазоконстриктор
Вазоконстриктор (Vasoconstrictor) — вещество, вызывающее вазоконстрикцию — сужение кровеносных сосудов и уменьшение кровотока в них. Как правило, они относятся к альфа-адреномиметикам.
К вазоконстрикторам относятся, например, метараминол и фенилэфрин. Сосудосуживающие средства применяются для повышения артериального давления (АД) при различных нарушениях кровообращения, в случае шока или сильного кровотечения, а также для поддержания определённого уровня АД во время операции. Некоторые сосудосуживающие средства (например, ксилометазолин, оксиметазолин) оказывают на организм быстрое воздействие при их местном применении, поэтому они часто применяются для устранения чувства заложенности носа.
При резком повышении АД у человека может развиться головная боль и рвота.
Сосудосуживающие средства часто добавляются к применяющимся в стоматологической практике растворам местных анестетиков, удлиняя продолжительность действия последних.